# جووانی فرانچینی
جووانی فرانچینی (به ایتالیایی: Giovanni Francini) بازیکن فوتبال و اهل ایتالیا است 

## تیم ملی
از سال ۱۹۸۶ میلادی عضو تیم ملی فوتبال ایتالیا بوده و در ۸ بازی ملی حضور داشته‌است. او در بازی‌های ملی‌اش گلی به ثمر نرساند.
جیووانی فرانچنی آخرین بازی ملی خود را در سال ۱۹۹۰ میلادی انجام داد.